# Байгускаров, Зариф Закирович
Зариф Закирович Байгускаров (30 июня 1967 года) — политик, депутат Государственной Думы Российской Федерации VII и VIII созывов. Член фракции «Единая Россия» и Комитета Государственной Думы по государственному строительству и законодательству.
Из-за вторжения России на Украину, находится под международными санкциями Евросоюза, США, Великобритании и ряда других стран

## Биография
Байгускаров Зариф Закирович родился 30 июня 1967 года в деревне Кадырово Кугарчинского района Башкирской АССР в семье пастуха.
В 1984 году окончил Калдаровскую среднюю школу.
1994 году окончил юридический факультет Башкирского государственного университета (ныне Уфимский университет науки и технологий).
В 1984—1986 годах работал в колхозе имени Максима Горького в Кугарчинском районе Башкирской АССР.
В 1986—1988 годах проходил службу в рядах Советской Армии.
В 1988—1997 годах работал судебным приставом-исполнителем Кировского народного суда города Уфы.
11 сентября 1998 года указом Президента Российской Федерации Б. Н. Ельцина назначен судьей Калининского районного суда города Уфы. До 2001 года федеральный судья Калининского районного суда города Уфы.
В 2001—2004 годах являлся главным судебным приставом республики — заместителем начальника Главного управления Министерства юстиции Российской Федерации по Республике Башкортостан.
В 2005—2016 годах занимал должность руководителя Управления Федеральной службы судебных приставов по Республике Башкортостан — главного судебного пристава Республики Башкортостан.
С 2016 года — депутат Государственной Думы Российской Федерации VII созыва. Был избран по Салаватскому одномандатному избирательному округу № 7 (Республика Башкортостан). Член фракции «Единая Россия» и Комитета Государственной Думы по государственному строительству и законодательству.
Голосовал за повышение пенсий мужчинам до 65 лет, женщинам до 60[значимость факта?].
С 2020 года — председатель Совета мужчин Республики Башкортостан.
В 2021 году на выборах в Государственную Думу VIII созыва был избран по Салаватскому одномандатному избирательному округу № 7 как представитель от политической партии "Единая Россия". 64,50% голосов избирателей, посетивших участки в дни голосования были отданы за Зарифа Байгускарова.

## Законотворческая деятельность
С 2016 по 2019 год, в течение исполнения полномочий депутата Государственной Думы VII созыва, выступил соавтором 34 законодательных инициатив и поправок к проектам федеральных законов. Имеет 675 выступлений в Госдуме. Количество обратившихся за 2020 год — 1249 (из них с личного приема — 297, поступивших обращений в ГосДуму — 710, в регион — 242).
В 2018 году проголосовал за повышение пенсионного возраста.

## Депутатская деятельность в Башкортостане

### Голосование за законопроект о необязательном изучении башкирского языка
В 2018 году поддержал поправки, которые сделали изучение башкирского языка в Республике Башкортостане необязательным.

### Преследование «Ирандыкского сабантуя»
В июне 2023 года написал заявление в Следственный комитет Республики Башкортостан с требованием проверить группу «Ирандыкский сабантуй» и другие группы схожей тематики на предмет экстремизма. Группы занимались и продолжают заниматься вопросами экологического характера и проводят мероприятия по защите экологической среды в Республике Башкортостан.

## Санкции
23 февраля 2022 года внесён в санкционные списки стран Евросоюза за действия и политику, которые подрывают территориальную целостность, суверенитет и независимость Украины и еще больше дестабилизируют Украину.
24 февраля 2022 года включён в санкционный список Канады «близких соратников режима» за голосование о признании независимости «так называемых республик в Донецке и Луганске».
24 марта 2022 года, на фоне вторжения России на Украину, включён в санкционный список США за «соучастие в войне Путина» и «поддержку усилий Кремля по вторжению в Украину», Госдеп США заявил что депутаты Госдумы используют свои полномочия для преследования инакомыслящих и политических оппонентов, нарушают свободу информации, ограничивают права человека и основные свободы граждан России.
Позднее, по аналогичным основаниям, включён в санкционные списки Великобритании, Швейцарии, Австралии, Украины, Японии и Новой Зеландии.

## Уголовное преследование
22 марта 2023 года украинский суд заочно приговорил Байгускарова к 15 годам лишения свободы с конфискацией имущества по статье о посягательстве на территориальную целостность и неприкосновенность Украины.

## Семья
Разведен. Дети: дочь Гальсар, певица и актриса; сын Урал.

## Награды и звания
- Государственный советник юстиции Российской Федерации 1-го класса (2007).
- Залуженный юрист Республики Башкортостан (2007).
- Почётный работник Федеральной службы судебных приставов.
- Благодарность Президента Российской Федерации (2009).

Награждён медалями «Анатолия Кони», «В память 200-летия Минюста России», «За вклад в развитие Федеральной службы судебных приставов», «10 лет Федеральной службе судебных приставов», «За службу» III, II, и I степеней, «За заслуги», «За доблесть», а также именным боевым оружием.